# پرژیبرام ۹۸۸۴
سیارک ۹۸۸۴ (به انگلیسی: 9884 Pribram، نامگذاری:1994TN3) نه هزار و هشتصد و هشتاد و چهارمین سیارک کشف شده‌است که در ۱۲ اکتبر ۱۹۹۴ کشف شد.
قدر مطلق سیارک برابر ۱۵٫۶۰ است.